# Водяний Яків Михайлович
Водяни́й Я́ків Миха́йлович (20 жовтня 1886, м. Сміла Черкаського повіту Київської губернії — 10 травня 1940, Київ) — український політичний, військовий і громадський діяч, драматург, підприємець; командир бойової дружини партії есерів, смілянський полковник Вільного козацтва (з жовтня 1917), повстанський отаман (1921).

## Життєпис
Яків Михайлович Водяний народився 20 жовтня 1886 року в місті Сміла Черкаського повіту Київської губернії в багатодітній селянській родині.
За фахом учитель.

### Політична діяльність в Російській імперії
З 1905 року — член партії соціалістів-революціонерів.
В 1906 р. група есерів, серед яких був і Яків Водяний готували повстання на Чигиринщині. Тричі заарештований царським урядом (1906, 1907, 1909).
З 1907 — член есерівської організації «Українська народна оборона», командир бойової дружини партії есерів в Києві.
Після арешту в 1907 р. відбув піврічне ув'язнення в Лук'янівській в'язниці (м. Київ), згодом висланий на три роки до Наримського краю (нині у межах Томської обл., РФ), звідки втік.

### В еміграції
1908 року — на еміграції в Галичині, у Львові.
Восени 1908 р. повертається до Києва, де його знову арештовують і відсилають до Наримського краю, звідки знову втікає.
1911-17 — емігрує до Японії, потім Австралії. Пише п'єсу «Право Сваволі».

### Повернення до України. ОтаманХолодного Яру
Після Лютневої революції повертається на Батьківщину.
З середини 1917 — один з організаторів Вільного козацтва. Делегат Першого з'їзду Вільного козацтва в Чигирині. Черкаський полковий отаман.
У січні — березні 1918 р. смілянські вільні козаки під його керівництвом беруть участь у боях проти російського війська, що поверталось із Західного фронту до Росії. Особливо успішна операція Вільного козацтва, зокрема і смілянського, була проти 8-ї російської армії в районі ст. Бобринська. Вів боротьбу з більшовицькими військами, виступав проти радянської окупації України. Заочно засуджений ЧК до розстрілу (1919).
З 1920 року — повстанський отаман.
1921 — Отаман Холодного Яру, співпрацює з отаманами Ларіоном Загороднім, Юхимом Ільченком, Пилипом Хмарою та іншими.
На той час межі Холодноярської республіки були далеко за кордонами Холодного Яру. Керівництво Холодноярської організації визнавали й прибережні села вгору по Дніпру до Черкас: Рацеве, Тіньки, Боровиця, Топилівка, Сагунівка, Худяки, Бужин, Леськи та інші), чигиринські села, що розкинулися на берегах Тясмину (Погорільці, Чорнявка, Трушівці, Худоліївка та інші).
Підпорядковувались Холодному Яру вереміївські отамани Панас Келеберда та Іван Савченко-Нагірний (Золотоніський повіт Полтавської губернії, тепер Чорнобаївський район Черкаської області), отаман із с. Балаклії, що за м. Смілою у бік Києва, Іван Полтавець-Остряниця, смілянський отаман Яків Водяний, Голова Уманського повстанкому Петро Дерещук (відповідно і села Уманського повіту), отаман Петро Кучма з с. Аджамки, що неподалік м. Єлисаветграда (нині Кропивницький), Єлисаветградський повстанком на чолі з Тихоном Березняком, мліївський ватажок Трохим Голий-Бабенко, отамани з Криворіжжя Ялисей Лютий-Черевик, Ілля Іванов та багато інших.
Український національний визвольний рух мав значну підтримку у місцевого населення. У зв'язку з неможливістю перемогти бунтівних отаманів, в ЧК розробили ряд спецоперації з нейтралізації повстанського руху та знешкодження його лідерів.
Бойові дії продовжував до 1922 року, коли, внаслідом каральних дій ЧК, більшість повстанських отаманів Півдня та Центру України було заарештовано чи вбито.

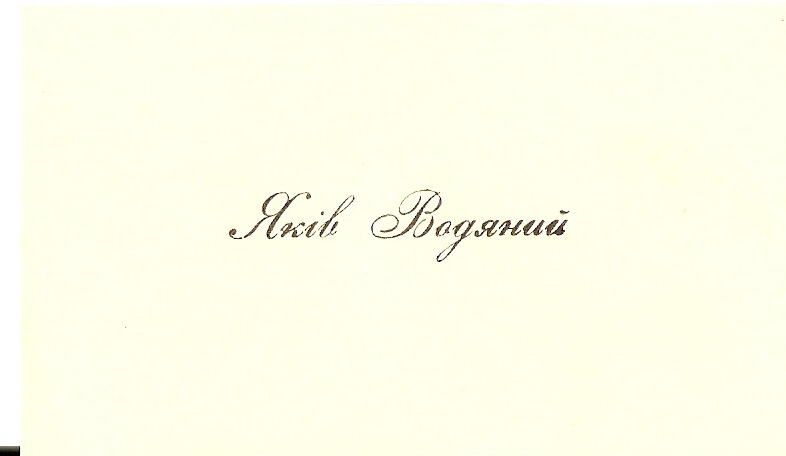
Візитна картка Якова Водяного

### Знову в еміграції
У травні 1922 р. нелегально перейшов кордон із Польщею, де й поселяється.
Пише драму «Холодний Яр», оповідання та мемуари.
Працював у страхових та кооперативних товариствах.
У 1927 — 1930 рр. працює у відділі розвідки УНР під командою генерала-хорунжого Всеволода Змієнка і полковника Миколи Чеботаріва. Проводить розвідницьку та підпільну діяльність проти СРСР, поширює в Україні нелегальну антисовєтську літературу.

### Арешт та розстріл
Під час окупації радянськими військам Західної України 27 вересня 1939 р. заарештований органами НКВД.
7 лютого 1940 року — Військовий трибунал Київського особливого військового округу засудив Водяного до розстрілу.
10 травня 1940 — страчений у Києві.

### Вшанування
1948 року посмертно нагороджений Хрестом Симона Петлюри.
У 2023 році відзнято документальний фільм «Отаман Яків Водяний».